# فورت دوشین یوتا
فورت دوشین یوتا (به انگلیسی: Fort Duchesne) یک منطقهٔ مسکونی در ایالات متحده آمریکا است که در شهرستان یینتا، یوتا واقع شده‌است. فورت دوشین یوتا ۱۹٫۸ کیلومتر مربع مساحت و ۶۲۱ نفر جمعیت دارد و ۱٬۵۲۱ متر بالاتر از سطح دریا واقع شده‌است.